# 容韻琳
容韻琳（1990年9月8日—），澳門人，祖籍广东中山。1999年，在中国中央电视台的春節聯歡晚會上獻唱了《七子之歌·澳门》因而備受注目。翌年，她亦有歡迎時任國家主席江澤民视察澳門。容韵琳及其父母拒绝了商业演出和演艺公司的邀约，希望她能在一个平静的生活中成长。她偶尔会出席不同的活動獻唱，包括2006年的北京澳門周開幕式暨文藝晚會。